# Weltsport
Weltsport ist ein Begriff, der sich auf Sportarten und -ereignisse bezieht, die weltweite Bekanntheit und eine breite Popularität über verschiedene Länder und Kulturen hinweg genießen. Diese Sportarten haben in der Regel eine große Fangemeinde, ziehen bedeutende Medienberichterstattung an und präsentieren die Fähigkeiten und Talente von Athleten aus aller Welt. Zu den Persönlichkeiten des Weltsports zählen solche wie der IOC-Präsident (derzeit Thomas Bach) oder der FIFA-Präsident (Gianni Infantino).

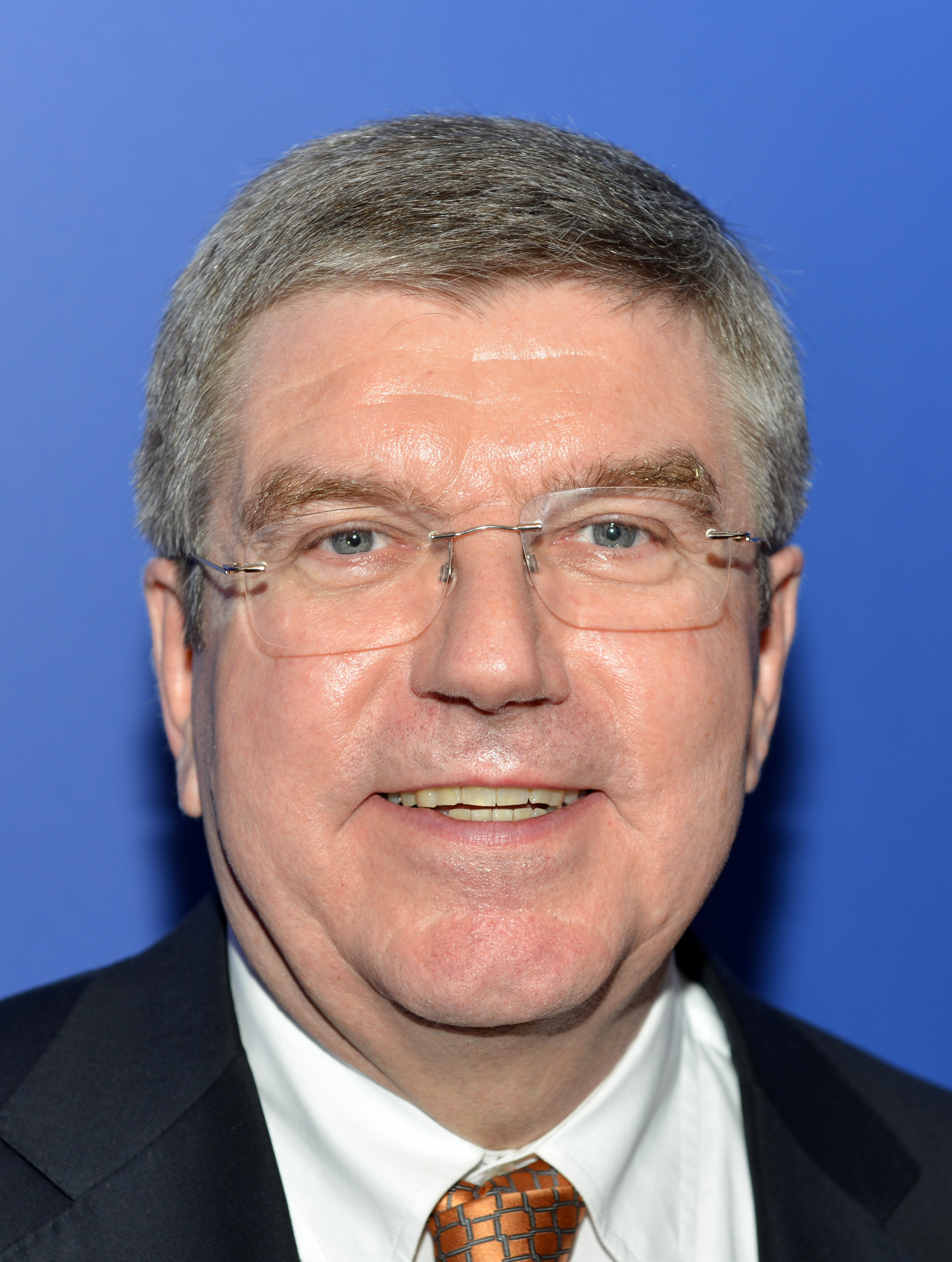
Thomas Bach, IOC-Präsident (seit 2013)

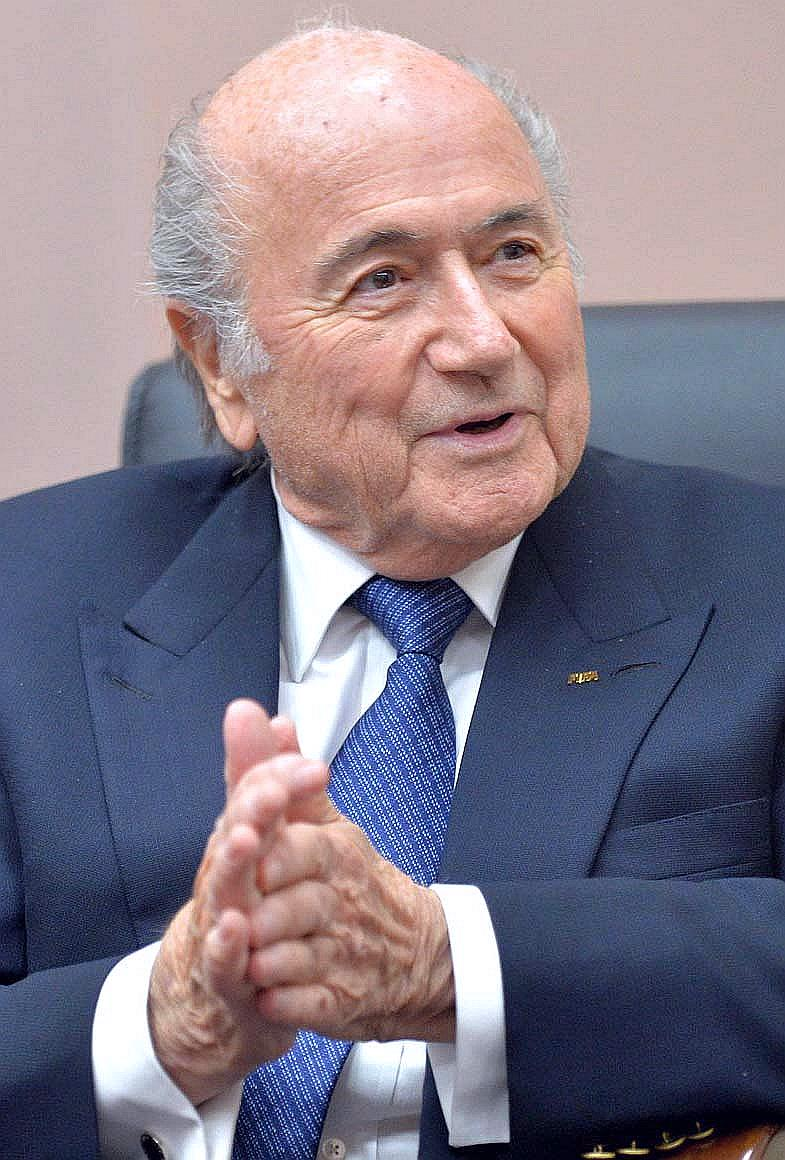
Sepp Blatter, ehemaliger FIFA-Präsident

In einer zentralen Dachorganisation der Sportverbände weltweit, der Global Association of International Sports Federations (GAISF) mit Sitz in Lausanne (Schweiz), der Sportfachverbände wie die FIS (mit Sitz in Oberhofen am Thunersee) oder die FIFA (mit Sitz in Zürich), aber auch Sportorganisationen mit speziellen Aufgabenbereichen wie der Weltverband der Sportmedizin (FIMS, mit Sitz in Lausanne) angehören, ist das Internationale Olympische Komitee (IOC, mit Sitz in Lausanne) allerdings kein Mitglied.

## Weltsportarten
Beispiele für Weltsportarten sind:
- Fußball: Fußball ist zweifellos der weltweit beliebteste Sport mit einer riesigen globalen Fangemeinde und zahlreichen internationalen Wettbewerben wie der FIFA-Weltmeisterschaft.
- Basketball: Basketball hat weltweite Anziehungskraft und wird auf Amateur- und Profiebene weltweit gespielt. Die National Basketball Association (NBA) in den Vereinigten Staaten ist eine der bekanntesten Basketballligen.
- Tennis: Tennis ist ein weit verbreiteter Sport, der Top-Spieler aus verschiedenen Ländern präsentiert. Grand-Slam-Turniere wie Wimbledon, die US Open, die French Open und die Australian Open ziehen weltweite Aufmerksamkeit auf sich.
- Leichtathletik: Die Leichtathletik umfasst eine Vielzahl von Sportereignissen wie Sprinten, Weitsprung, Diskuswurf und Marathon. Die Olympischen Spiele beinhalten Leichtathletikwettbewerbe und präsentieren die Talente von Athleten aus verschiedenen Nationen.
- Formel 1: Die Formel 1 ist ein Spitzen-Motorsport, der weltweit ein Publikum fesselt. Die Sportart umfasst Hochgeschwindigkeitsrennen, fortschrittliche Technologie und einen globalen Rennkalender in verschiedenen Ländern.
- Rugby: Rugby ist ein physisch anspruchsvoller Sport, der in verschiedenen Variationen weltweit gespielt wird, darunter Rugby Union und Rugby League. Die Rugby-Weltmeisterschaft ist ein bedeutendes Ereignis in dieser Sportart.
- Cricket: Cricket ist besonders in Ländern wie Indien, England, Australien und Pakistan beliebt. Es hat eine riesige globale Fangemeinde und internationale Turniere wie den ICC Cricket World Cup und den ICC T20 World Cup.

## Verschiedenes
Die weltweite Reichweite und Beliebtheit dieser Sportarten machen sie zu bedeutenden kulturellen Phänomenen, die Menschen aus verschiedenen Ländern vereinen und Athleten eine Plattform bieten, um ihre Fähigkeiten auf höchstem Niveau zu präsentieren.
Bei einigen Sportarten wird darüber diskutiert, ob sie ein „Weltsport“ seien, z. B. bei der traditionellen Ballsportart Golf.
Zu bekannten deutschen Kommentatoren des Weltsports zählen Persönlichkeiten wie Harry Valérien (1923–2012) oder Heinz Florian Oertel (1927–2023).

## Politik
Der Spiegel berichtete am 11. Juni 2023 von einer befürchteten Spaltung des Weltsports:

„Ein Jahr vor den Sommerspielen in Paris steht der Weltsport vor der Spaltung: Das IOC um Thomas Bach drängt auf Wiederzulassung russischer und belarussischer Sportler. Doch Moskau ist das nicht genug.“